# МТ-ЛБР6
МТ-ЛБР6 «Мангуст-2» — один із варіантів модернізації радянського плаваючого легкоброньованого тягача МТ-ЛБ.

## Історія
МТ-ЛБР6 був розроблений Харківським конструкторським бюро машинобудування ім. О. О. Морозова і запропонований на експорт  у 2002 році.
Подальшим розвитком проекту стала бронемашина МТ-ЛБМШ, розроблена в середині 2000-х років.
У жовтні 2006 року Ізюмський приладобудівний завод освоїв виробництво оптичного прицілу ПЗУ-7.

## Опис
Переобладнання МТ-ЛБ на легкий багатоцільовий броньований плаваючий транспортер сил швидкого реагування МТ-ЛБР6 відбувалося на підприємстві «Харківський тракторний завод». Заводські випробування першого дослідного зразка МТ-ЛБР6 були завершені в грудні 2002 року, всього було замовлено виготовлення двох бронемашин цього типу.
Компонування з відділеннями трансмісії та керування в лобовій частині, моторним в середній, транспортним в кормовій.
У ході модернізації на МТ-ЛБ посилено захист корпусу (за рахунок рознесеного бронювання, крім того, захист бойового відділення посилено зсередини кількома шарами балістичної тканини "кевлар"), ходова частина прикрита протикумулятивними екранами, встановлений новий дизельний двигун та нова одномісна башта.
Озброєння:
- 30-мм ЗТМ-1 зі спареним 7,62-мм кулеметом КТ-7,62 (боєкомплект складає 150 снарядів і 2000 набоїв)[1]. Як прицільні пристрої використовуються прилади ТКН-4С і ПЗУ-7[8]
- шість 81-мм димових гранатометів АЕК-902 «Туча»[3].

З метою підвищення пожежостійкості машини, МТ-ЛБР6 обладнана фільтровентиляційною установкою та системою автоматичного пожежогасіння.

## Варіанти та модифікації
- МТ-ЛБР7 - варіант МТ-ЛБР6, озброєний баштовим бойовим модулем «Штурм»
- МТ-ЛБМШ - експортний варіант для М'янми, озброєний баштовим бойовим модулем КБА-105 «Шквал»